# Bothynotus
Bothynotus is een geslacht van wantsen uit de familie blindwantsen. Het geslacht werd voor het eerst wetenschappelijk beschreven door Franz Xaver Fieber in 1864 .

## Soorten
Het genus bevat de volgende soorten:

- Bothynotus albonotatus Carvalho, 1953
- Bothynotus albus Carvalho, 1953
- Bothynotus barberi Knight, 1933
- Bothynotus caruaruensis Carvalho, 1985
- Bothynotus castaneus Carvalho, 1953
- Bothynotus floridanus Henry, 1979
- Bothynotus impunctatus T. Henry, 1979
- Bothynotus johnstoni Knight, 1933
- Bothynotus mexicanus T. Henry, 1979
- Bothynotus modestus (Wirtner, 1917)
- Bothynotus morimotoi Miyamoto, 1966
- Bothynotus pilosus (Boheman, 1852)
- Bothynotus schaffneri T. Henry, 1979
- Bothynotus sulinus (Carvalho & Gomes, 1969)